# Robert Muldoon
Robert David Muldoon, född 25 september 1921 i Auckland, död 5 augusti 1992 i Auckland, var en nyzeeländsk politiker (Nya Zeelands nationella parti) som var Nya Zeelands premiärminister från 1975 till 1984.
Muldoon tjänstgjorde som sergeant i Nya Zeelands armé under andra världskriget och utbildade sig därefter till revisor via korrespondensstudier. Han valdes till ledamot av Nya Zeelands parlament 1960 och var mellan 1967 och 1972 landets finansminister. Han blev oppositionsledare 1974 och året därpå vann nationella partiet under Muldoons ledning en betydande valseger i parlamentsvalet. 
Muldoon utsågs till premiärminister och var under hela ämbetstiden även finansminister, vilket koncentrerade makt och inflytande honom närmast. Inrikespolitiskt dominerades hans tid vid makten av stora industrisatsningar (Think Big) och ekonomisk interventionism. Utrikespolitiskt var han hårdfört antisovjetisk (fördömde Sovjetunionens invasion av Afghanistan och bojkottade sommar-OS 1980 i Moskva) och betonade ANZUS-alliansen med USA och Australien, samt indirekt bidrog med stöd åt Storbritannien i Falklandskriget. 1981 uppstod det våldsamma protester mot att Sydafrikas rugbylandslag (då apartheid-regimen) tilläts spela vänskapsmatcher i Nya Zeeland, Muldoons svar till protesterna var att "politik har inget med idrott att göra".
Muldoon fick ytterligare två valsegrar, 1978 och 1981. Muldoon utlyste ett nyval 1984 i vilket han och hans parti förlorade stort till Labour-partiet under ledning av David Lange, som kort därefter övertog premiärministerposten.